# Sigoyer (Alpes-de-Haute-Provence)
Sigoyer (okzitanisch Segoier) ist eine französische Gemeinde mit 101 Einwohnern (Stand 1. Januar 2022) im Département Alpes-de-Haute-Provence in der Region Provence-Alpes-Côte d’Azur. Sie gehört zum Arrondissement Forcalquier und zum Kanton Seyne.

## Geographie
Der Dorfkern befindet sich auf 805 m. 754 Hektar der Gemeindegemarkung sind bewaldet. Die Gemeinde grenzt im Norden an Melve, im Osten an La Motte-du-Caire, im Süden an Vaumeilh, im Südwesten an Le Poët und Upaix sowie im Westen an Thèze.

## Weblinks

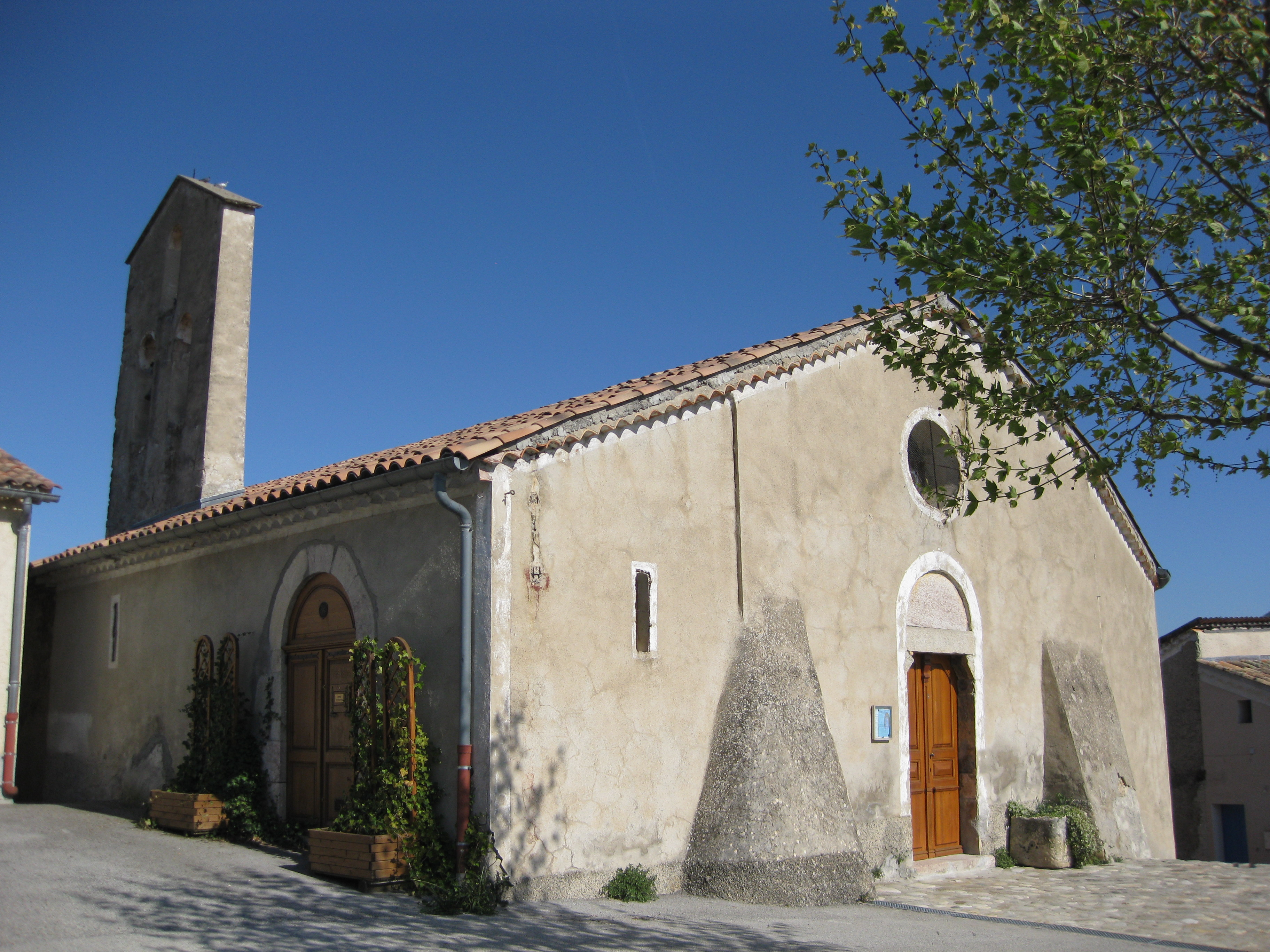
Kirche Notre-Dame

## Bevölkerungsentwicklung
| Jahr      | 1962 | 1968 | 1975 | 1982 | 1990 | 1999 | 2008 | 2012 |
| --------- | ---- | ---- | ---- | ---- | ---- | ---- | ---- | ---- |
| Einwohner | 71   | 70   | 72   | 83   | 88   | 75   | 86   | 101  |